# Noorder Dierenpark Emmen
Dierenpark Emmen, tot 2004 Noorder Dierenpark genoemd, was een dierentuin in het centrum van de Nederlandse plaats Emmen in de provincie Drenthe. Het dierenpark sloot op 31 december 2015 en vestigde zich op 25 maart 2016 als Wildlands Adventure Zoo Emmen aan de overzijde van het centrum.  Op 18 juni 2016 werd het oude dierenpark heropend door oud-directeur Aleid Rensen als stadspark Rensenpark.

## Geschiedenis

### Vroege jaren en oorlogstijd
In mei 1935 werd de dierentuin opgericht door Willem Oosting (1906-1983) die eigenaar en directeur was. Tijdens de Tweede Wereldoorlog bood Oosting het dierenpark aan als schuilplaats voor onderduikers. Vanaf begin 1943 woonden er illegaal mensen. Uiteindelijk was het een schuilplaats voor achttien personen die er als 'werknemers' dagelijks werkzaamheden verrichtten. De meesten waren vervolgde Joden, anderen gezochte verzetslieden en mensen die niet in Duitsland wilden werken. Ze sliepen op zolder boven de olifantenstal en in het roofdierenverblijf. Deze plek was gekozen omdat het niet gemakkelijk was hier onverwachts binnen te vallen. In maart 1945 kwam er weliswaar een inval van Duitse politie en hun Nederlandse handlangers in het park maar de onderduikers wisten tijdig weg te komen.

### Jaren zestig
Eind jaren 60 kwam de dierentuin in een crisis door dalende bezoekersaantallen. Oprichter Oosting stopte als directeur en werd in september 1970 opgevolgd door zijn dochter Aleid Rensen-Oosting en haar man Jaap Rensen. De dierentuin werd toen voor de helft eigendom van de gemeente Emmen en voor de andere helft van de familie Rensen. De dierentuin maakte een nieuwe start. Een belangrijke vernieuwing vormde de inrichting van de Savanne. Op een relatief groot terrein werden verschillende dieren van de Afrikaanse savanne, zoals zebra's, giraffen en struisvogels samengebracht. Een andere vernieuwing was de zogenaamde vlindertuin waar allerlei tropische vlinders gehouden werden. In 1985 werd het Biochron geopend; een permanente tentoonstelling over de evolutie van het leven. Ook kwam er een groot aquarium. Tot 1975 had de dierentuin ook leeuwen. Vanaf 2011 zijn er opnieuw leeuwen te zien in Dierenpark Emmen.

### Uitbreiding en verplaatsing
Het dierenpark had op haar oude locatie in het centrum van Emmen een oppervlakte van 12 hectare, maar liep in de jaren 1990 tegen haar grenzen aan; er was geen ruimte meer voor uitbreiding. Daarom begon de dierentuin in 1998 met een uitbreiding van zes hectare (inclusief nieuw parkeerterrein) aan de rand van Emmen op de Noordbargeres, in de wandeling vaak de Es genoemd. De beide delen van het park werden verbonden door een grote loopbrug over de Hondsrugweg. Als eerste werden de humboldtpinguïns hier tijdelijk gehuisvest. Het zeer grote verblijf daar moesten ze echter in 2013 verwisselen voor het oude zeeleeuwenverblijf.
In 2007 werden plannen bekendgemaakt die inhielden dat het dierenpark het centrum van Emmen zou verlaten om zich in zijn geheel te vestigen op de Es, waar een oppervlakte van 40 hectare beschikbaar zou komen; bijna drie maal zo groot als het huidige park. Samen met een nog te bouwen theater moest dit dierenpark een nieuw attractiepark gaan vormen. Eind 2007 werd bekendgemaakt dat de verhuizing uiterlijk in 2014 voltooid moest zijn. Dat werd uiteindelijk uitgesteld tot 2016.
In december 2008 ging de gemeenteraad van Emmen akkoord met de herontwikkeling van het centrumgebied van Emmen. De kosten van het megaproject werden inclusief verplaatsing van de dierentuin geraamd op minimaal 489 miljoen euro. De kosten voor het nieuwe dierenpark zouden 190 miljoen bedragen, waarvan 65 miljoen beschikbaar zou komen door verkoop van het oude terrein aan de gemeente Emmen. In mei 2010 stelde de minister van VROM, Huizinga, 8,5 miljoen euro beschikbaar voor de verplaatsing van het Dierenpark. In december 2010 becijferde adviesbureau Twynstra Gudde dat de verplaatsing naar de Es meer geld ging kosten waardoor de plannen moesten worden bijgesteld.

### 75-jarig jubileum en financiële problemen
In 2010 vierde het Dierenpark Emmen zijn 75-jarig bestaan en ter gelegenheid hiervan kwam de Olifantenparade naar Emmen in het kader van het Olifantastisch jaar. Vanaf Hemelvaartsdag (13 mei 2010) stonden 75 kunstolifanten in het centrum van Emmen tentoongesteld. De Olifantenparade deed eerder andere steden aan, zoals Londen, Amsterdam, Rotterdam en Antwerpen. De kunstolifanten zouden na afloop van deze periode na 1 september 2010 worden geveild voor het goede doel. Echter, zij vielen regelmatig ten prooi aan vernieling, waarna een van de kunstenaars en Jacques d'Ancona in juni 2010 een nachtwake hielden in het centrum van Emmen om vernieling te voorkomen. Uiteindelijk besloot het college van B&W eind juni 2010 de olifanten per direct uit het centrum te verwijderen.
In 2010 bleek ook dat de dierentuin in grote problemen verkeerde. De bezoekersaantallen waren na het vertrek van geestelijk moeder Aleid Rensen-Oosting in 1995 sterk teruggelopen, de marketing schoot tekort en er was te veel personeel. De dierentuin was diep in de rode cijfers beland; in 2010 werd een verlies van vijf miljoen euro geleden. In oktober 2010 was de situatie zo nijpend geworden dat een faillissement alleen nog kon worden afgewend met een lening van de gemeente Emmen van 1,4 miljoen. In juni 2010 werd Frankwin van Beers directeur van het dierenpark (daarvoor van Dolfinarium Harderwijk). Hij kreeg de opdracht het park weer financieel gezond maken. Daartoe moest veel personeel verdwijnen en de kosten van de reorganisatie tot flexibele, moderne organisatie werden op 17 tot 22 miljoen euro begroot.

## Calamiteiten
- In april 2007 haalde Dierenpark Emmen het nieuws vanwege de dood van de manenrobben door een virusinfectie.[12]
- In maart 2009 overleed olifant Annabel nadat ze in de gracht was gevallen. Op dat moment was ze het oudste dier van de dierentuin.[13] In oktober 2011 viel olifant Radza eveneens in de gracht.[14]
- Op 20 december 2011 werd kodiakbeer Ursus dood in het verblijf aangetroffen. Hiermee verdween de beer uit Dierenpark Emmen. In april 2012 kwamen er brilberen in de dierentuin. Deze werden in 2016 vervangen door ijsberen.[15]
- Op 1 november 2012 woedde er in het pand De Drommedaar 's nachts een grote brand.[16] In het pand waren een souvenirwinkel, het restaurant d'Ouwe Drommedaar en kantoren gevestigd. Op 18 april 2014 werd het gerenoveerde restaurant heropend.[17]

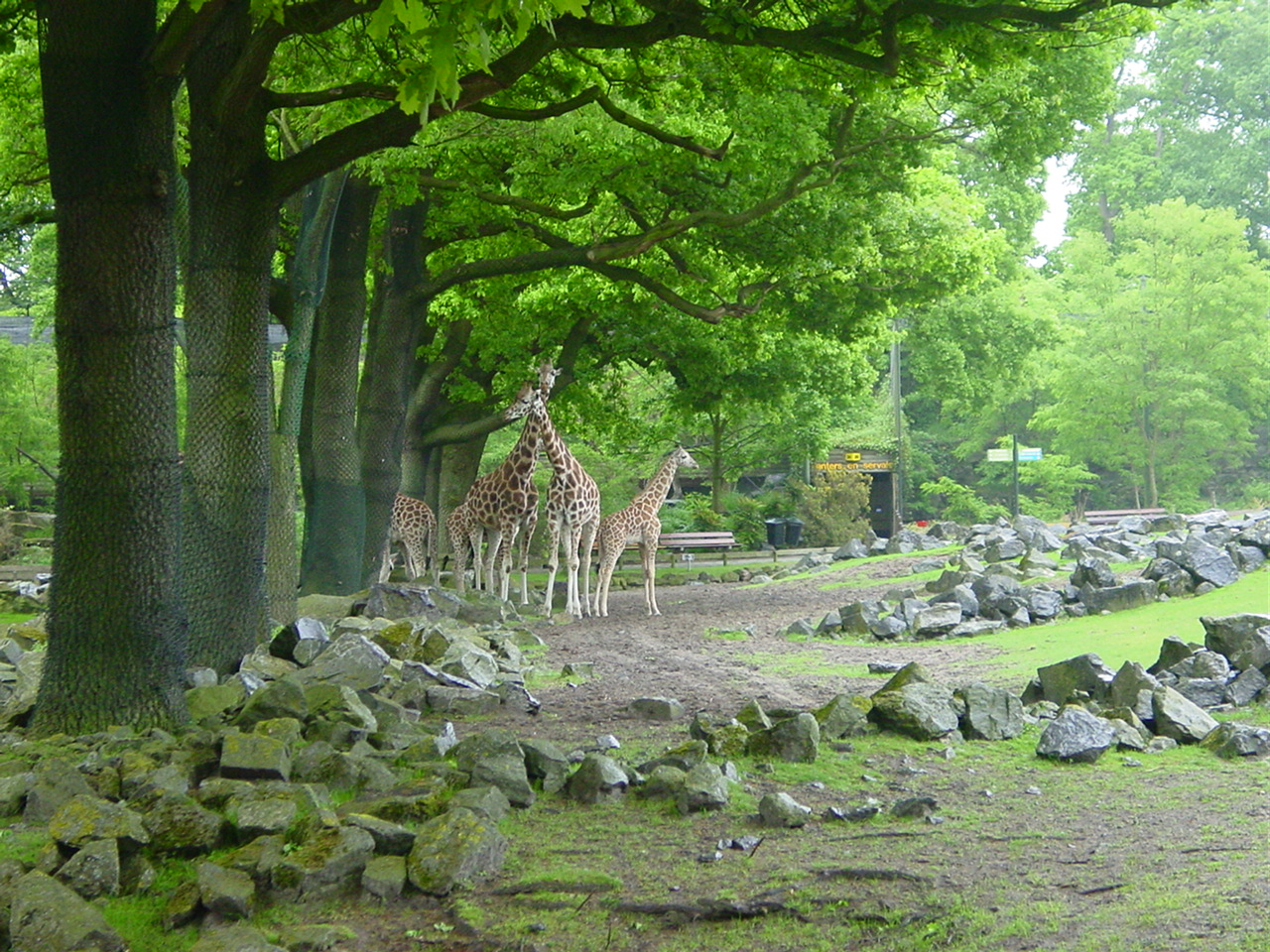
Afrikaanse savanne in het park
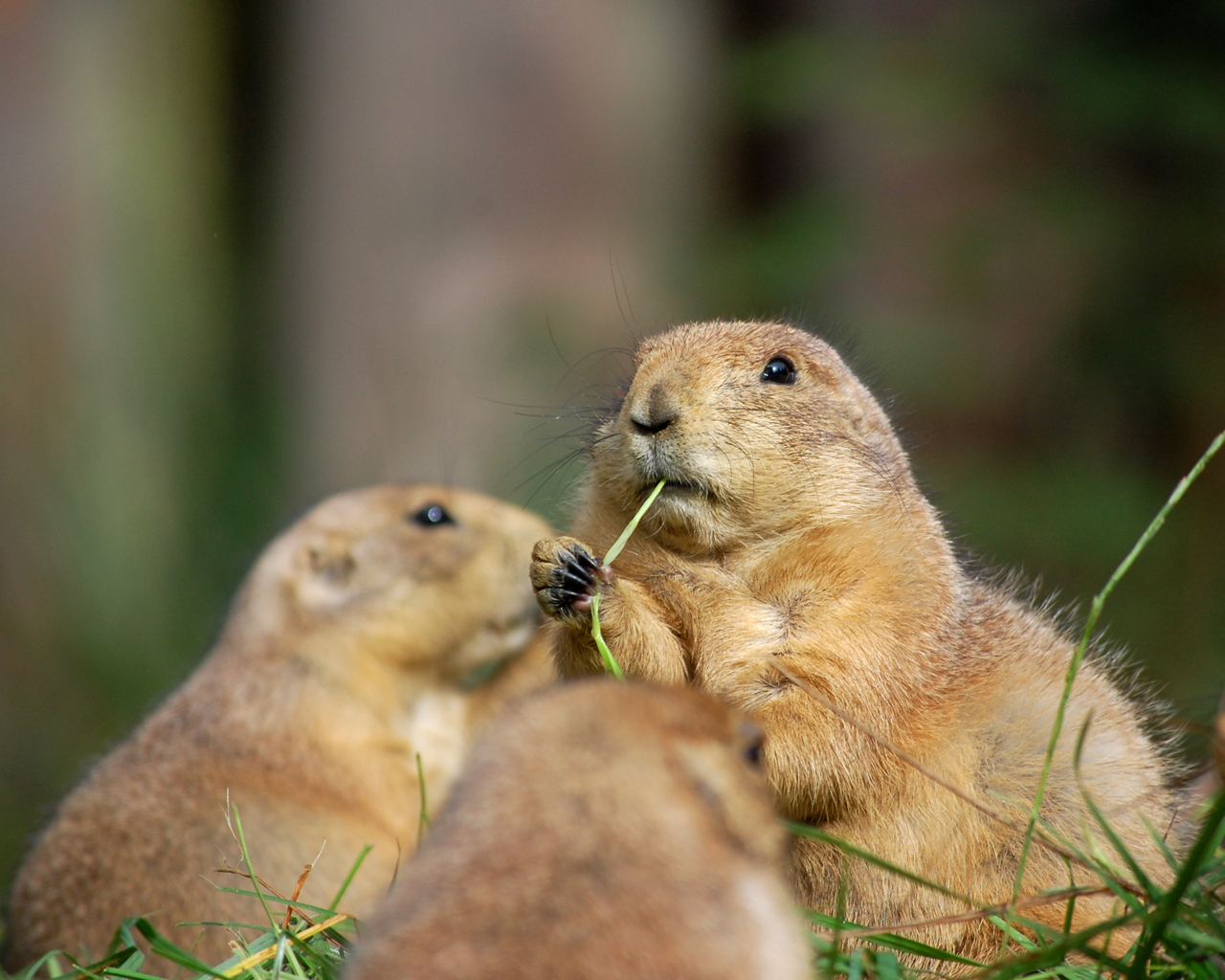
Prairiehonden
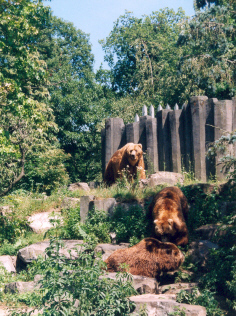
Kodiakberen
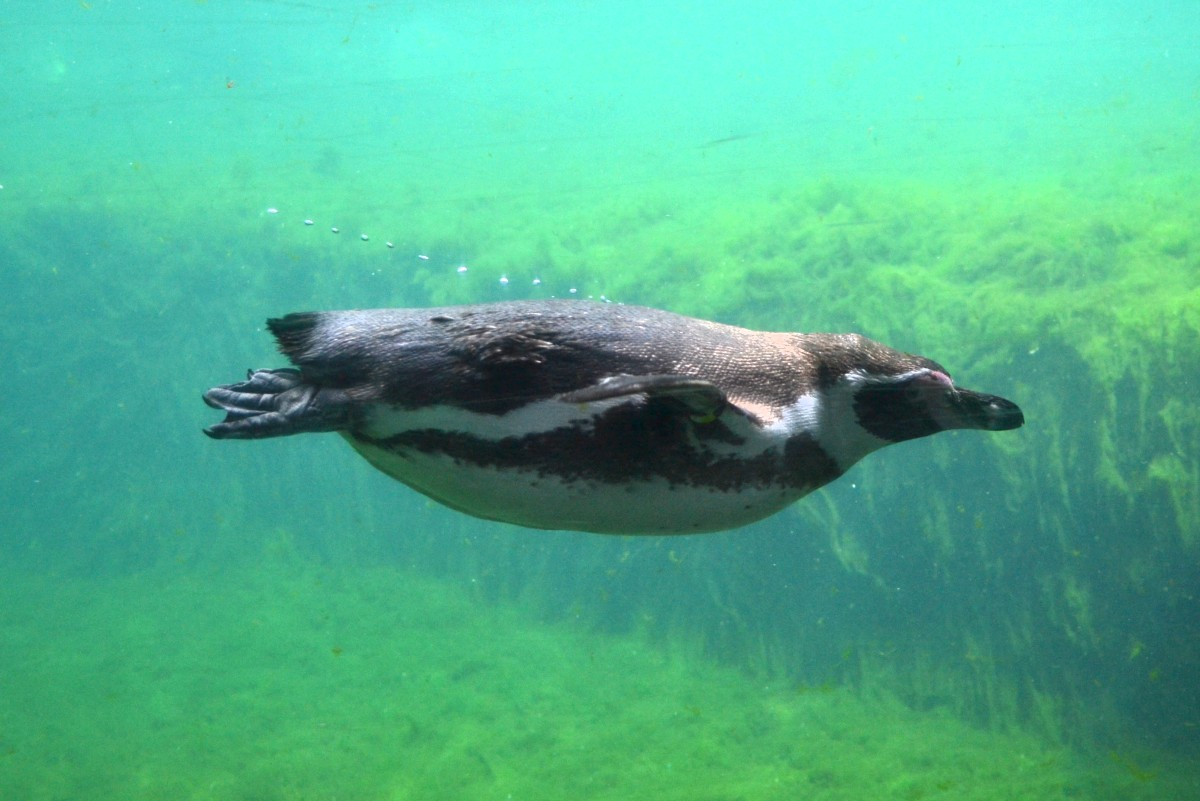
Humboldtpinguïn

## Nieuwe functie terrein Noorder Dierenpark
In Juni 2016 werd het oude dierenpark door oud-dierentuindirecteur Aleid Rensen heropend als stadspark. Dit park kreeg eerst de naam 'Mensenpark' maar begin 2018 werd het omgedoopt tot 'Rensenpark', naar het echtpaar Rensen.
Aeres MBO Barneveld ·
Almere Jungle ·
Animal Farm ·
Apenheul ·
AquaZoo Leeuwarden ·
Aquazoo Leerdam ·
Artis ·
Artisklas Haarlem ·
Berkenhof Tropical Zoo ·
BestZoo ·
Botanische Tuinen Universiteit Utrecht ·
Center Parcs Het Heijderbos ·
Centrum voor Natuur- en Milieu Educatie ·
WaterLand Neeltje Jans ·
DierenPark Amersfoort ·
Dierenpark De Oliemeulen ·
Dierenpark Zie-ZOO ·
Diergaarde Blijdorp ·
DoeZoo Insektenwereld ·
Dolfinarium Harderwijk ·
Ecomare ·
Eindhoven Zoo ·
Faunapark Flakkee ·
Fort Kijkduin ·
GaiaZOO ·
Hof van Eckberge ·
Informatiecentrum De Noordwester ·
Kabouterland ·
Kasteelpark Born ·
Koninklijke Burgers' Zoo ·
Dierenpark Hoenderdaell ·
Muzeeaquarium Delfzijl ·
Natuurcentrum Ameland ·
Omnium Goes Tropisch bos ·
Ouwehands Dierenpark ·
Pantropica ·
Passiflorahoeve ·
Plaswijckpark ·
Reptielenhuis De Aarde ·
Reptielenzoo Iguana ·
Safaripark Beekse Bergen ·
Sea Life Scheveningen ·
Stichting AAP ·
Stichting Das & Boom ·
Taman Indonesia ·
Texel ZOO ·
Uilen- en Dierenpark De Paay ·
Van Blanckendaell Park ·
Vlinderparadijs Papiliorama ·
Vlinders aan de Vliet ·
Vlindersafari ·
Vlindertuin De Kas ·
Vlindorado ·
Vogelpark Avifauna ·
Vogelpark Ruinen ·
Vogelrevalidatiecentrum Zundert ·
Wereldtuinen Mondo Verde ·
Wildlands Adventure Zoo Emmen ·
Wonderwereld ·
Zee Aquarium Bergen aan Zee ·
ZooParc Overloon ·
Zoo Veldhoven
Opgeheven: Animali Vogel- en dierenpark · Noorder Dierenpark Emmen · Dierenpark Wassenaar · Dierenpark Wissel · Dolfirama · Dolfirado · Dolfirodam · Grottenaquarium Valkenburg · Fazanterie de Rooie Hoeve · Haagse Dierentuin · Kasteeltuinen Arcen · Klant’s Dierentuin · Klein Costa Rica · Labyrinth Boekelo · Papegaaienpark N.O.P. · Reptielenzoo "SERPO" · Schildpaddencentrum · Stonehenge Wildlife · Tilburgs dierenpark · Tropisch Oosten · Vogel- en wandelpark Abbeweer · Zodiac Zoos